# Karel Lím
Karel Lím (6. října 1875 Zeměchy u Loun – 20. září 1958 Duchcov) byl český sportovec, lyžař a turista.

## Život
Pocházel z rolnické rodiny. Vystudoval učitelský ústav v Příbrami a roku 1894 nastoupil jako učitel na české veřejné škole v Hrobě. Brzy se tu stal jedním z organizátorů českého kulturního života.
Zamiloval si Krušné hory a prosadil název Bouřňák pro vrchol, který měl do té doby pouze německý název Stürmer. Na vrchol vystoupil více než dvoutisíckrát a oslavil tam i své osmdesáté narozeniny.
Byl prvním českým lyžařem v Krušných horách a vůdčí osobností Krušnohorské župy Klubu československých turistů. Zasloužil se o výstavbu chaty na Bouřňáku, jejíž základní kámen byl položen 15. července 1928. Slavnostní otevření proběhlo 8. června 1930 a přestože bylo špatné počasí, zúčastnilo se ho 1500 lidí.
Celý život se věnoval rozvoji turistiky, vlastivědné činnosti a vydal řadu publikací a map. Zemřel 20. září 1958 v Duchcově.
Bývalý zaměstnanec NPÚ v Ústí nad Labem Pavel Koukal inicioval v roce 1975 u příležitosti stého výročí narození Karla Líma odhalení pamětní desky na průčelí chaty na Bouřňáku a zároveň přejmenování chaty na „Chatu Karla Líma“. Na rodném domě v Zeměchách u Loun byla Límovi 7. června 2014 odhalena pamětní deska.